# Baía de São Martinho do Porto

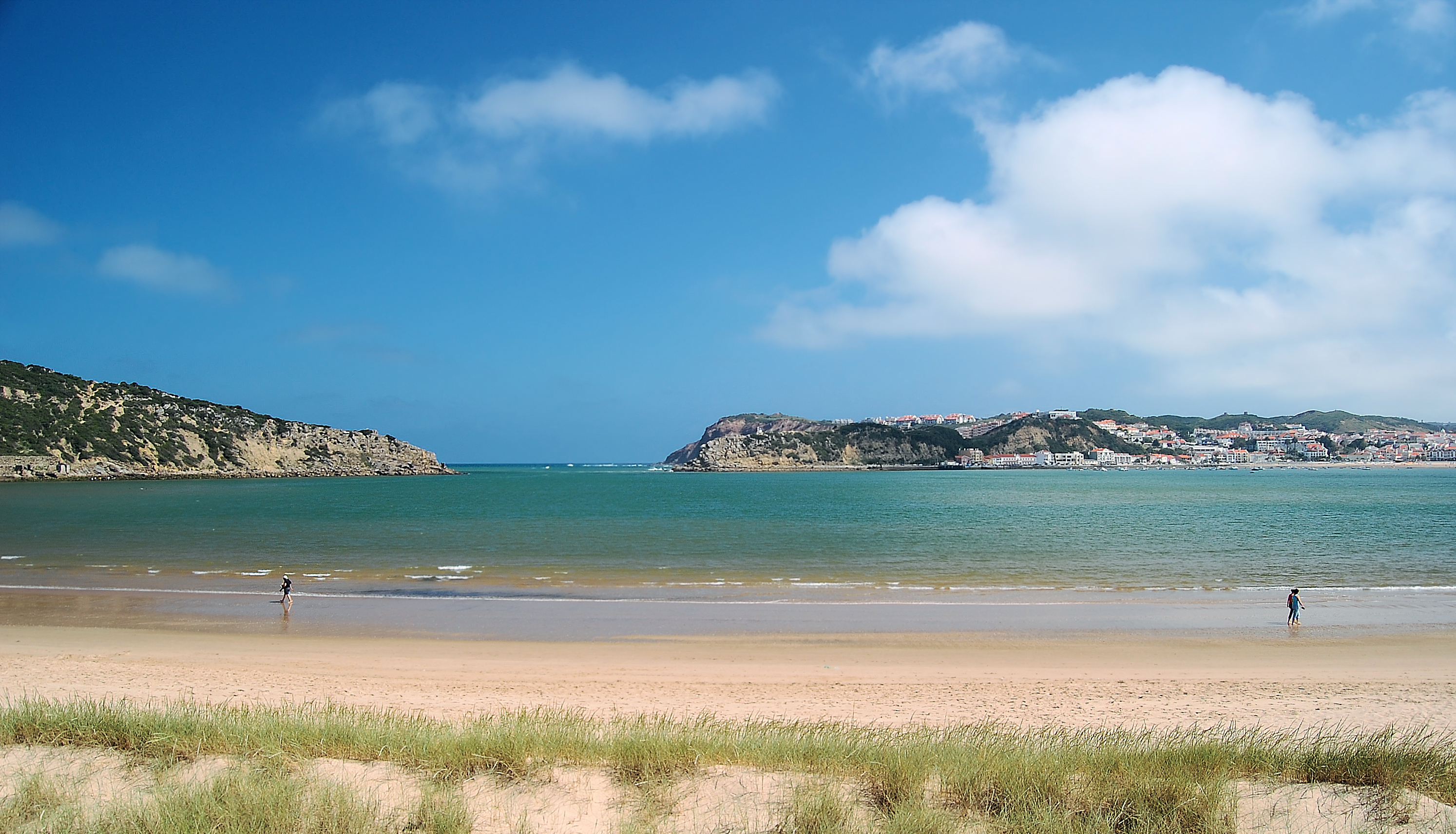
Baía de São Martinho do Porto

A Baía ou Concha de São Martinho do Porto é uma baía localizada no Oeste português, freguesia de São Martinho do Porto, no concelho de Alcobaça e distrito de Leiria. Trata-se duma baía de forma elíptica, com cerca de 1 800 por 400 metros, três quilômetros de areal e barra com cerca de 200 metros de abertura. Num dos lados dessa abertura fica a ponta de Salir ou ponta de Santa Ana e no outro a ponta de Santo Antônio, que está ligada, a norte, à ponta do Facho. A concha tem cerca de 1 200 metros de diâmetro em baixo-mar e a barra não ultrapassa os quatro metros de profundidade, embora a um quarto de légua para o exterior existam fundos de 40 metros. 
A praia interior está protegida da brisa atlântica pelos morros de Santana e Farol, tornando-a ideal à prática de desportos náuticos. Hoje, é um dos locais mais visitados da região na vilegiatura. Destina-se à descarga de algas e limos e muitas vezes o cais cheio de barcos usados na apanha submarina de algas, normalmente de julho a outubro, quando o mar está calmo; quando secas e transformadas em pós, as algas são aproveitadas na indústria farmacêutica. O assoreamento da baía é um problema antigo, tendo já em 1815 o coronel Gomes de Carvalho apresentou projeto de reconstrução, cujas obras em 1816 permitiram a atracagem de navios. Muitas outras obras foram feitas, havendo projetos dos engenheiros Tibério Blanc e Mourão.